# Meczet Sinana Paszy w Prizrenie

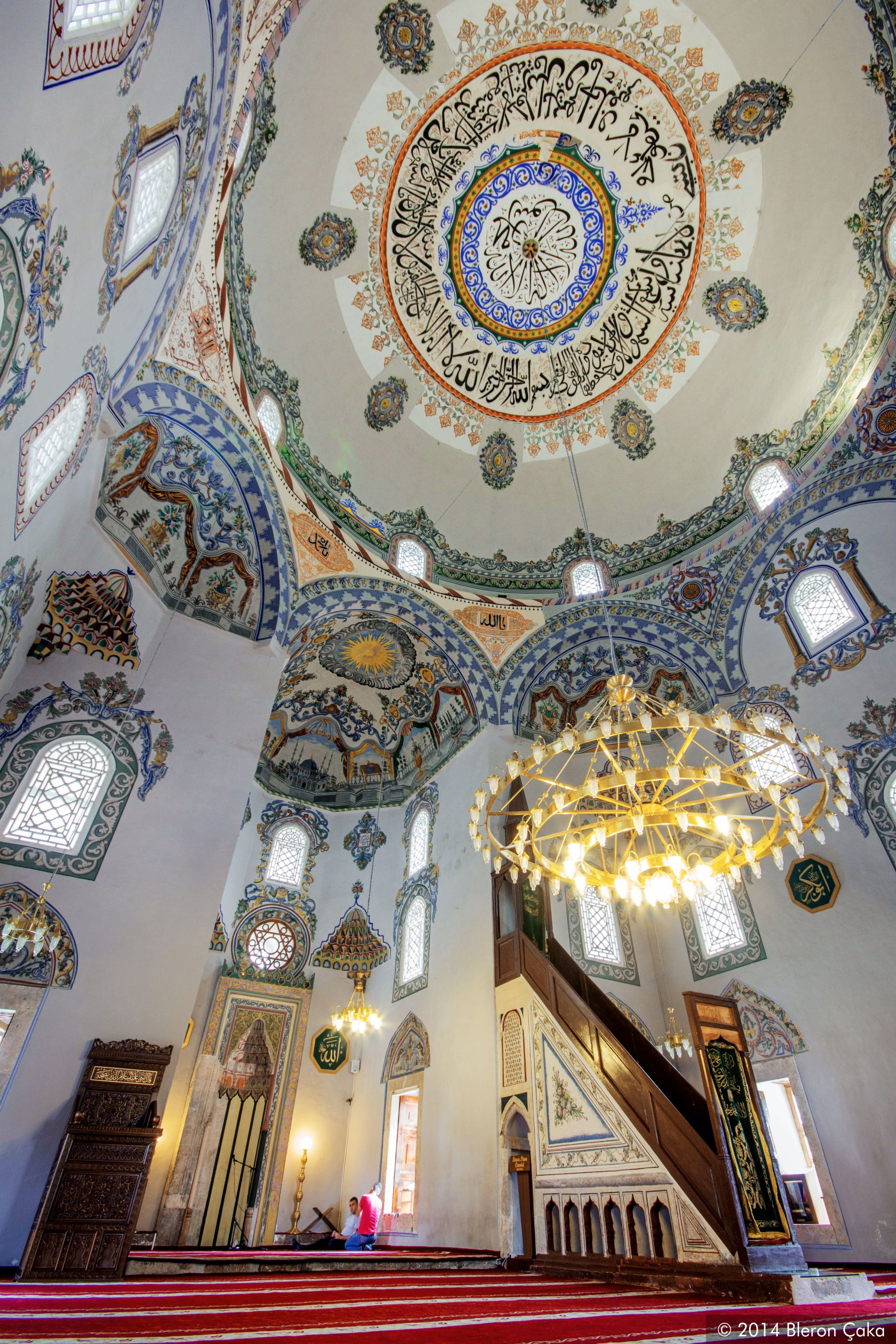
Wnętrze meczetu

Meczet Sinana Paszy – meczet w Prizrenie, wzniesiony w 1615.

## Historia
Meczet został zbudowany w 1615 z fundacji Sinana Paszy w stylu typowym dla religijnej architektury ówczesnego Imperium Osmańskiego. Został zbudowany z ciosanych kamiennych bloków. Do jego budowy użyto materiału pozyskanego z ruin zniszczonego przez Turków w 1455 i opuszczonego po tej dacie prawosławnego klasztoru Świętych Archaniołów w Prizrenie. W Serbii od 1972 obiekt posiada status zabytku o szczególnym znaczeniu. 

## Architektura
W meczecie znajduje się jedna sala modlitewna, nakryta pojedynczą kopułą o średnicy ok. 14,5 m, z galerią. Wejście do obiektu prowadzi przez portyk arkadowy, zdobiony trzema kopułami, odrestaurowany na początku XXI w.. We wnętrzu sali modlitewnej na ścianie znajdują się freski z ornamentalnymi motywami oraz napis "Podobna do raju" w języku tureckim. 
Meczet posiada jeden poligonalny minaret.